# Alexander Mackenzie (podróżnik)
Alexander Mackenzie (ur. 1764 w Stornoway, zm. 11 marca 1820) – szkocki kupiec i podróżnik związany z Kanadyjską Kompanią Północno-Zachodnią, jeden z poszukiwaczy Przejścia Północno-Zachodniego.
Mackenzie był komendantem fortu Chippewyan nad jeziorem Athabaska. W lecie 1789 roku wraz z 12 towarzyszami wyruszył znad Wielkiego Jeziora Niewolniczego i popłynął w dół rzeki nazwanej później jego imieniem (on sam nazwał ją Rzeką Rozczarowania: River of Disappointment) w nadziei dotarcia do Pacyfiku. Płynąc rzeką dziś znaną jako Mackenzie dotarł aż do jej ujścia i był jednym z pierwszych białych, oglądających wybrzeża Morza Arktycznego.
W roku 1792 wybrał się w kolejną podróż. Najpierw popłynął w górę rzeki Peace, przekroczył grzbiet Gór Skalistych i 22 lipca 1793 roku dotarł do wybrzeża Oceanu Spokojnego.

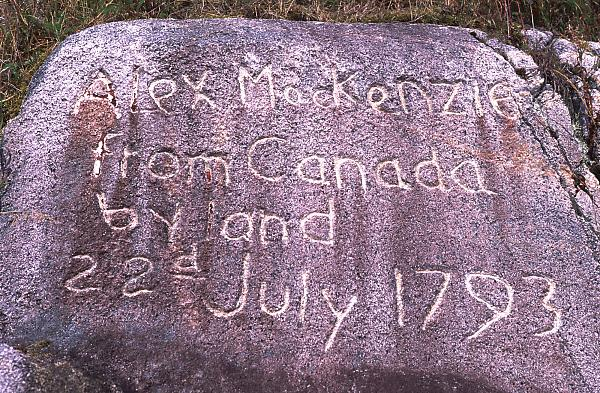
Kamień na którym Mackenzie pozostawił swoją inskrypcję

U kresu podróży pozostawił napis na nadmorskim głazie mówiący Alex Mackenzie, from Canada, by Land, 22 July, 1793. (Alex Mackenzie, z Kanady, [dotarł tu] lądem, 22 lipca 1793). Mackenzie nie zdawał sobie sprawy, że niemal w to samo miejsce, żeglując z południa, dotarł na kilka tygodni przed nim George Vancouver.
Jako sprawozdanie ze swych podróży Mackenzie napisał książkę Voyages from Montreal on the River St. Laurence through the Continent of North America to the Frozen and Pacific Oceans wydaną w Montrealu w 1801 roku.